# Хейфец, Цви
Цви Хейфец (ивр. צבי חפץ‎ род. 9 декабря 1956, Томск, РСФСР, СССР) — израильский дипломат. Бывший Чрезвычайный и Полномочный посол Государства Израиль в Великобритании, Австрии, России, Китае и Монголии.

## Биография
Дед Цви Хейфица жил в Риге, был сионистом, активным членом Еврейского национального фонда Латвии. За несколько недель до начала Великой Отечественной войны был расстрелян органами НКВД, как «национально-буржуазный элемент», после чего все его родственники были высланы в Томск (что спасло их от неминуемой гибели после оккупации Латвии Германией) где 9 декабря 1956 года и родился Цви Хейфец, а уже через 11 месяцев семья возвращается в Ригу. В 1971 году семья переехала из СССР на постоянное место жительства в Израиль. 
С 1976 по 1983 год — майор Армии обороны Израиля. В 1985 получил степень бакалавра права Тель-Авивского университета; является членом израильской коллегии адвокатов.
С 1990 по 1997 год — внешний консультант по юридическим вопросам Аппарата Премьер-министра Государства Израиль. В сентябре-октябре 1989 года — член делегации израильских дипломатов при Посольстве Нидерландов в СССР, был в составе первой официальной израильской делегации, побывавшей в СССР.
В 2003 году — член Форума информации и общественных связей, пресс-секретарь русской общины и русскоязычных СМИ в Израиле и за рубежом от имени Аппаратов Премьер-министра и Министра обороны Государства Израиль.
С 2004 по 2007 год — Посол Государства Израиль в Великобритании.
С 2013 по 2015 год — посол Государства Израиль в Австрийской Республике; посол и Постоянный представитель Государства Израиль при ОБСЕ, ООН в Вене и Международных организациях.
С 2015 по 2017 год — Чрезвычайный и Полномочный посол Государства Израиль в Российской Федерации.
С мая 2017 по 2021 год — Чрезвычайный и Полномочный посол Государства Израиль в Китае и Монголии.
Цви Хейфец владеет ивритом, русским и английским языками. Женат на Сигалит Хафец. Воспитывает 7 детей.